# USS Reliant (NCC-1864)
No Universo de Star Trek, a USS Reliant era uma nave estelar classe Miranda (a designação de classes não foi estabelecida até Star Trek: A Nova Geração) com o número de registro NCC-1864. A Reliant foi a primeira nave estelar classe Miranda  e a primeira nave da Federação não pertencente à classe Constitution a ser vista nas telas (entretanto, o conceito inicial da Reliant, como visto no script e nos primeiros storyboards para Star Trek II: A Ira de Khan, era de uma nave da mesma classe Constitution da Enterprise).
Pouco se sabe sobre essa nave além do que nos é mostrado em A Ira de Khan. Por Exemplo, a idade da nave em 2285 não foi revelado.
A ponte de comando da Reliant era similar a configuração da classe Constitution Enterprise. Algumas das estações de maior importâcia, como a de ciências, leme, navegação e armas foram posicionadas da mesma forma que as pontes das naves da classe Constitution. Existem algumas diferenças é claro: a ponte era servida por apenas um turbo-elevador que estava situado diretamente atrás da cadeira do capitão e algumas outras estações foras desenhadas de uma forma diferente.
Por volta da data estelar 8130.4 em 2285, enquanto estava sob o comando do Capitão Clark Terrell, a Reliant estava numa missão de escaneamento da superfície de Ceti Alpha VI à procura de uma possível lugar para testes do Projeto Gênese. Enquanto investigavam na superfície um possível sinal de vida (o que eliminaria as chances desse planeta servir como local de testes), o Capitão Terrell e seu primeiro oficial Pavel Chekov foram capturados pelo tirano geneticamente aperfeiçoado do século 20 Khan Noonien Singh, exilado pelo então Capitão James Kirk em Ceti Alpha V, 15 anos antes.Logo após o início de seu exílio, Ceti Alpha VI explodiu, tirando Ceti Alpha V de sua órbita e  tornando este inabitável.
Sob a influência dos nativos Ceti eels, o Capitão Terrell e o COmandante Chekov revelaram sua missão naquele planeta e permitiram que Khan "sequestrasse" a Reliant (a tripulação foi abandonada em Ceti Alpha V por Khan e seus seguidores) para que ele pudesse se vingar do Almirante Kirk que nesse momento estava a bordo da Enterprise em uma missão de treinamento da nova tripulação.
Khan logo encontrou a Enterprise. A Reliant se recusou a responder qualquer tipo de chamado vindo da Enterprise. Kirk escolheu ignorar os regulamentos que diziam que o capitão de uma nave estelar deve assumir uma postura mais defensiva quando as comunicações com outra nave estelar não forem estabelecidas. Como resultado, a Reliant foi capaz de se aproximar da Enterprise e abrir fogo com seus phasers destruindo parte da seção de engenharia da Enterprise.
Kirk ordenou que os escudos fossem erguidos, mas era tarde demais. A Reliant causou enormes danos na Enterprise a privando de sua energia. Um torpedo fotônico disparado pela Reliant atingiu a Enterprise causando a ela ainda mais danos a ponto de deixar Kirk à mercê de Khan.
Khan contatou a Enterprise e então kirk soube quem era o oponente que o havia derrotado. Khan ordenou que a Enterprise transmitisse todo e qualquer dado sobre o Projeto Gênese e deu ao Almirante um prazo para fazê-lo. Sob o risco do projeto cair em mão erradas, kirk e Spock acessaram os bancos de dados da Federação para ter acesso aos códigos da Reliant. Assim eles foram capazes de ordenar que o computador da Reliant baixasse seus escudos. nesse momento a Enterprise abriu fogo sobre a Reliant, causando danos no controle de torpedo fotônico e em seu warp drive. Antes que os danos fossem maiores, Khan foi forçado a bater em retirada.
Mesmo após ter falahdo em sua primeira tentativa de roubar o Projeto Gênesis, Khan conseguiu se apoderar do projeto posteriormente. Ao fazê-lo, deu ordens a um dominado Terrell de matar o ALmirante Kirk. num último ato de sanidade, Terrell conseguiu romper o controle de Khan e tirou a própria vida.
Spock e a tripulação da Enterprise foram capazes de reparar boa parte dos danos que Khan infligiu à Enterprise. Após trazer Kirk, o resto do grupo avançado e os sobreviventes da estação Regula I a bordo, eles descobriram que a Reliant ainda estava nas proximidades. Spock recomendou que a Enterprise entrasse na Nebulosa Mutara. A Tenente Saavik alertou que lá nem os escudos, nem os sensores funcionariam. Porém, tanto Kirk como Spock sabiam que se Khan os seguisse até dentro da nebulosa, a vantagem da Reliant seria neutralizada e eles estariam em pé de igualdade.
Assim foi feito e como previsto, Khan seguiu a Enterprise dentro da nebulosa, mesmo sendo avisado pelo seu segundo em comando, Jochaim, que a Reliant perderia sua vantagem. Ambas as naves se caçam dentro da nebulosa e inicialmente tentam disparar uma na outra. Ambas acabam por fim causando mais danos uma à outra.
Um refeito Chekov assume nesse ponto a estação de armas. Spock deduziu que embora inteligente, Khan não tinha experiência em combates espaciais, sendo assim sua estragégia seguiria um pensamento bi-dimensional. Kirk ordenou a Sulu que manobrasse a nave de forma a surpreender a Reliant por trás.
Khan é surpreendido quando a Enterprise abre fogo logo atrás de sua nave inutilizando-a completamente e causando a morte do restante dos seguidores de Khan, que por sua vez, saiu seriamente ferido. Porém o rogulho de Khan foi mais ferido ainda e ele tenta sua última cartada. Ele ativa o torpedo Gênese, sabendo que a Enterprise está incapaz de se distanciar a tempo. Asism ele iria para o inferno, mas levaria seu odiado inimigo junto com ele. Spock, corre para o setor de engenharia, sabendo que só ele conseguiria aguentar por tempo suficiente a radiação do reator para restaurar a propulsão.
O nobre vulcano se sacrifica seguinda a máxima: "a necessidades de muitos superam a de poucos, ou de um...". A Enterprise consegue fugir a tempo da grande explosão gênese que nesse momento começa a transformar a nebulosa em um novo mundo. Khan desaparece juntamente com a USS Reliant para sempre.